# وو یانان (بازیکن هندبال)
وو یانان (انگلیسی: Wu Yanan؛ زادهٔ ۱۴ سپتامبر ۱۹۸۱) بازیکن زن هندبال اهل چین بود. وی در بازی‌های المپیک تابستانی ۲۰۰۴ و ۲۰۰۸ شرکت کرده‌است.